# Pisco sour
Pisco sour je koktejl typický pro peruánskou kuchyni a národní nápoj Peru. Název nápoje pochází ze slova pisco, což je základní likér tohoto koktejlu (jde o aromatický destilát z hroznů, obsahuje 38–48 % alkoholu), a koktejlového termínu sour, který odkazuje na použití citronové šťávy. Peruánský pisco sour používá jako základ peruánské pisco a přidává čerstvě vymačkanou citronovou šťávu, sirup, led, vaječný bílek a Angostura bitters. Chilská verze je podobná, ale používá chilské pisco a limetku Pica a neobsahuje bílek ani Bitters. Další varianty koktejlu mohou často obsahovat ovoce, například ananas.

## Příprava a varianty
Existují tři různé způsoby přípravy tohoto koktejlu:
Peruánský koktejl se vyrábí smícháním peruánského likéru pisco s limetkovou šťávou, sirupem, vaječným bílkem, Angostura bitters a ledem.
Chilský Pisco se vyrábí smícháním chilského likéru pisco se šťávou z limón de Pica (neobvykle kyselá odrůda), práškovým cukrem a ledem.
Verze International Bartenders Association, která uvádí pisco sour mezi svými „New Era Drinks“, je podobná peruánské verzi, ale s tím rozdílem, že místo limetkové šťávy používá citronovou a nerozlišuje mezi chilským a peruáským likérem.
Určité rozdíly mezi oběma likéry ale existují. Podle odborníka na jídlo a víno Marka Spivaka je rozdíl ve způsobu výroby obou nápojů: zatímco „chilské pisco se vyrábí hromadně“, peruánská verze „se vyrábí v malých sériích“.
Koktejlový historik Andrew Bohrer se ve svém srovnání zaměřuje na chuť a tvrdí, že „v Peru se pisco vyrábí v kotlovém destilačním přístroji, destiluje se a je nezraje; je velmi podobné grappě. V Chile se pisco vyrábí sloupovou destilací a zraje ve dřevě; je podobné velmi lehkému koňaku.“ Chilský enolog Patricio Tapia dodává, že zatímco chilští producenti obvykle míchají různé druhy vinné révy, peruánští producenti mají specifické typy aromatických odrůd, jako je například Muškát žlutý a Italia. Proto také na peruánských lahvích najdeme obvykle ročník výroby a na chilských nikoliv.